# Valtínov
Valtínov (německy Walterschlag) je vesnice, část obce Kunžak v okrese Jindřichův Hradec v Jihočeském kraji. Nachází se na samotné jihozápadní hranici Moravy, asi 5,5 kilometru východně od Kunžaku a čtrnáct kilometrů západně od Dačic. Prochází zde silnice II/151. Je zde evidováno 86 adres. V roce 2011 zde trvale žilo 123 obyvatel.
Vesnicí protéká Valtínovský potok, který napájí celou kaskádu novodobých rybníků, aby se před Českým Rudolcem, jako pravý přítok, stal součástí Bolíkovského potoka. Žulová plošina Novobystřické vrchoviny, do které se potok mělce zahlubuje, má po obou stranách řadu vyvýšenin. Za zmínku stojí Havlova hora 680 metrů, na které byla v roce 2013 vybudována rozhledna U Jakuba. V okolí vesnice se nachází celá řada žokovitých žulových balvanů se skalními mísami. Nejznámější z nich je tzv. Ďáblova prdel, která je místem častých návštěv turistů. Okolo potoka je po obou stranách řada zamokřených míst. Podle M. Hrádka se u rybníka Malá Zvůle dobývala rašelina.
Valtínov je také název katastrálního území o rozloze 8,67 km².

## Název
Název vesnice byl odvozen od osobního jména Valtin, což byla zkrácenina jména Valentin. Význam místního jména byl "Valtinův majetek". Délka samohlásky ve druhé slabice je asi pozdější. Do němčiny bylo jméno převedeno až v 17. století, a to přikloněním k osobnímu jménu Walter a přidáním zakončení -schlag („mýtina“), které bylo běžné ve starých německých jménech vsí v jihovýchodních Čechách, jihozápadní Moravě a na severozápadě Dolního Rakouska.

## Historie
Oproti starším odhadům se dnes má za to, že obec založili čeští kolonisté.
První písemná zmínka o vesnici pochází z roku 1358, když tehdejší majitelé páni z Landštejna ji prodali Dobšovi z Kamenice spolu s Lidéřovicemi, Markvarcem, Radíkovem, Lipnicí a Heřmančí. V následujících stoletích měnil Valtínov často majitele, až od roku 1610 sdílel osudy dačického panství až do roku 1849.
Před třicetiletou válkou bylo ve Valtínově 31 usedlostí, z nichž za války zůstalo osazeno 25 a 6 zpustlo. Bylo zde 18 pololáníků, 4 čtvrtláníci a 3 domkaři s půdou. 
V roce 1843 žilo ve Valtínově 458 obyvatel, z toho 233 mužů a 238 žen v 71 domech a 107 domácnostech. Desátky se odváděly panství Dačice a faře v Kunžaku v Čechách. Na týdenní čtvrteční trhy se jezdilo do Kunžaku.
V roce 1921 zde stálo 91 domů a žilo zde 491 obyvatel, všichni české národnosti.
Obec byla elektrifikována připojením na síť ZME Brno až v roce 1948.

## Obyvatelstvo
| Rok            | 1869 | 1880 | 1890 | 1900 | 1910 | 1921 | 1930 | 1950 | 1961 | 1970 | 1980 | 1991 | 2001 | 2011 | 2021 |
| -------------- | ---- | ---- | ---- | ---- | ---- | ---- | ---- | ---- | ---- | ---- | ---- | ---- | ---- | ---- | ---- |
| Počet obyvatel | 549  | 536  | 561  | 553  | 519  | 491  | 433  | 266  | 263  | 239  | 180  | 142  | 129  | 123  | 93   |
| Počet domů     | 77   | 87   | 93   | 91   | 92   | 91   | 87   | 85   | 74   | 67   | 51   | 76   | 77   | 80   | 81   |

## Obecní správa
Při sčítání lidu v letech 1850–1979 Valtínov byl samostatnou obcí, se kterým patřil nejprve do okresu Dačice, ale od roku 1960 v okrese Jindřichův Hradec. Od 1. ledna 1980 do 31. prosince 1988 byl částí obce Markvarec v okrese Jindřichův Hradec. Od 1. ledna 1989 je částí obce Kunžak v okrese Jindřichův Hradec.

## Škola

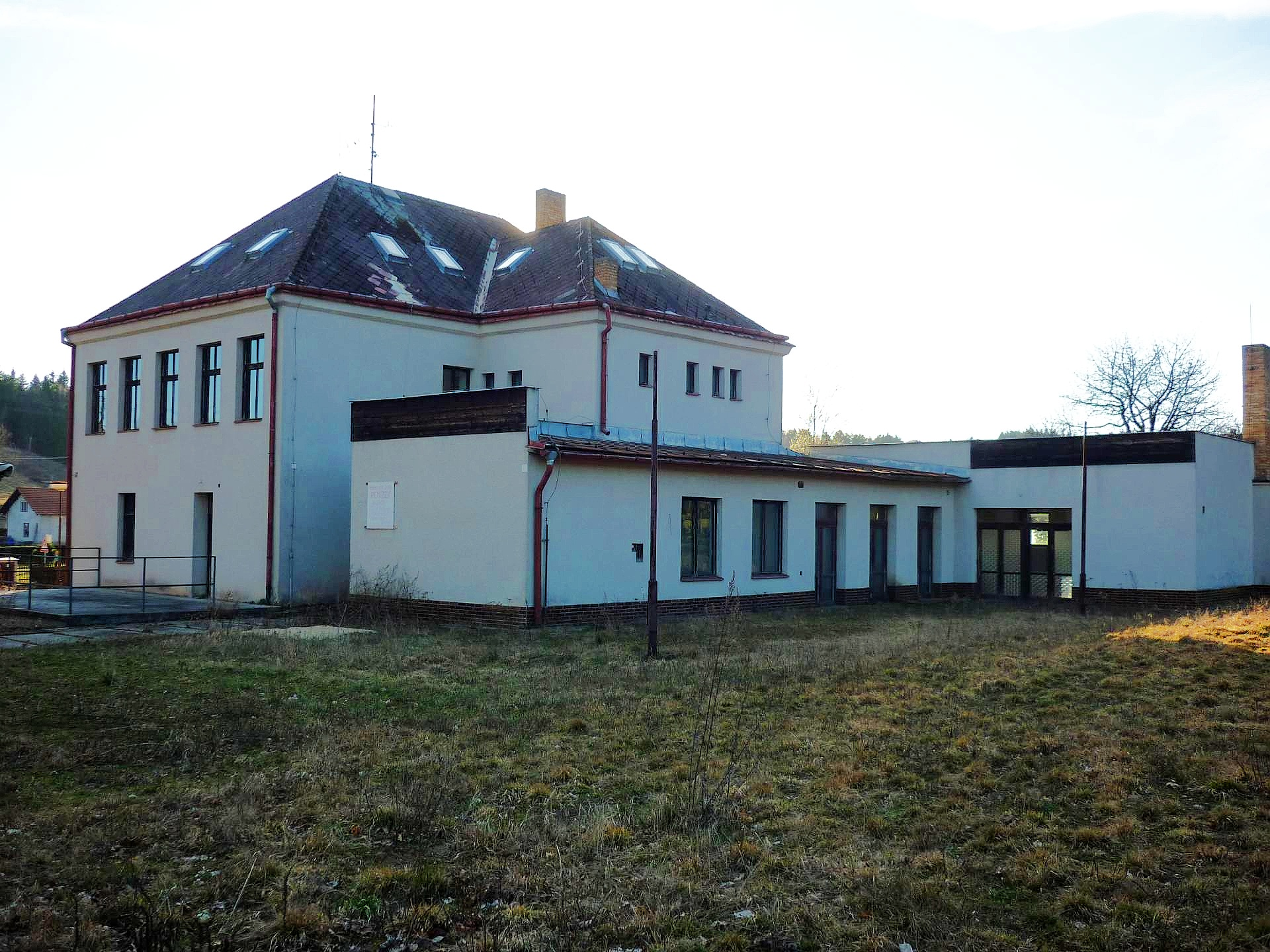
Budova bývalé školy

Škola ve Valtínově byla zřízena v roce 1788 původně i pro obec Horní Radíkov. Děti z Horního Radíkova ale od roku 1832 byly přiškoleny do Českého Rudolce. V roce 1908 byla pro velký počet žactva škola rozšířena na dvoutřídní a bylo zavedeno industriální vyučování. Nová budova školy byla postavena v roce 1910. V roce 1977 byla škola ve Valtínově zrušena a žactvo bylo převedeno do Českého Rudolce.

## Pamětihodnosti

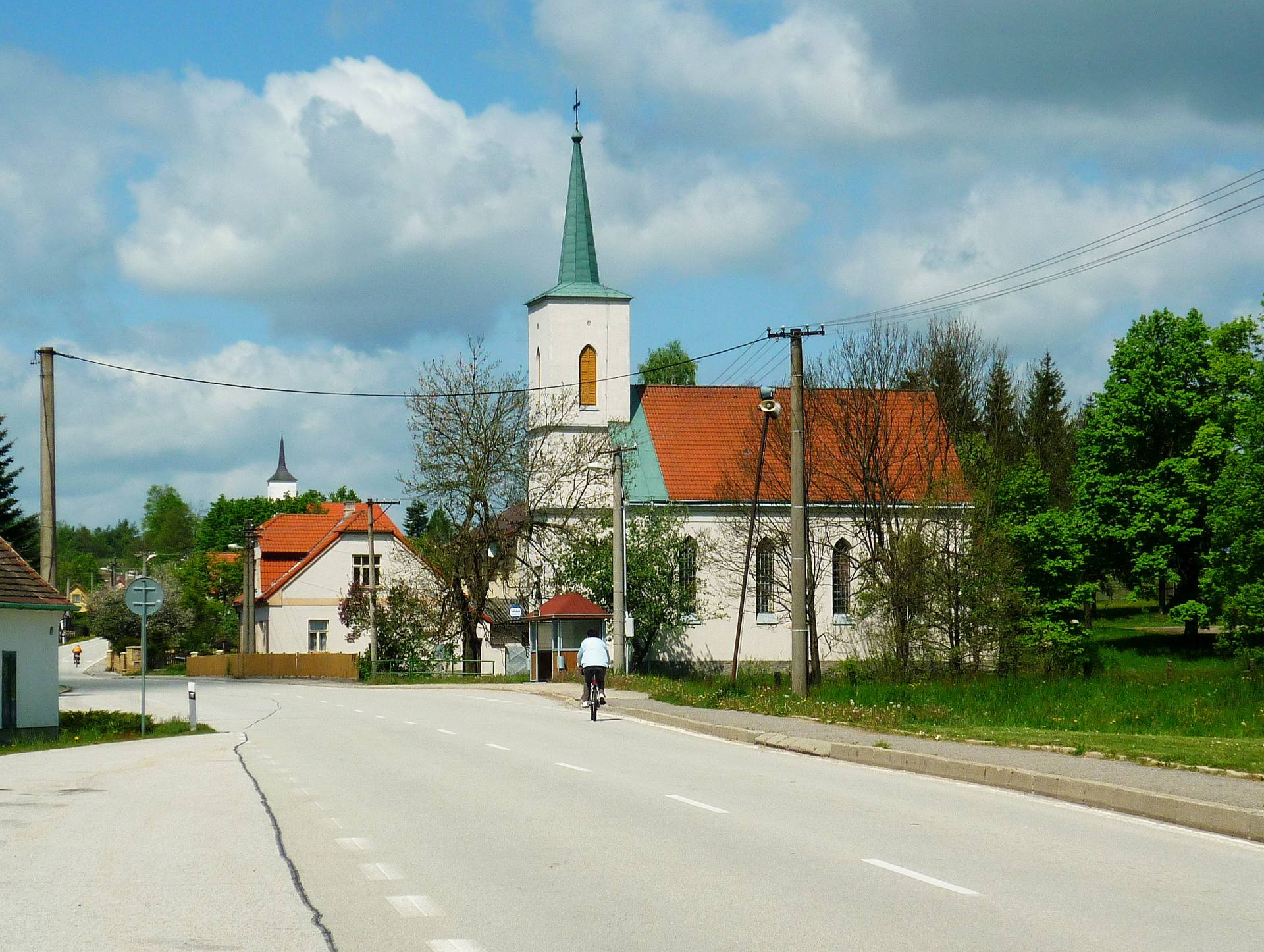
Českobratrský evangelický kostel

- Ve vesnici jsou dva kostely. Jeden (horní) novogotický katolický Panny Marie, postavený v letech 1905–1906, druhý (dolní) Českobratrský evangelický, postavený v letech 1904–1905.
- Před obecním domem je pomník šesti občanům padlým v první světové válce z roku 1920.
- Rozhledna U Jakuba
- Přírodní památka Jalovce u Valtínova
- Balvany v okolí rybníka Zvůle